# 识别序列
识别序列（英語：recognition sequence），有时也被称为识别位点（英語：recognition site），指會與DNA連結的特定蛋白質模體所指定連結的核酸序列。識別序列也屬於迴文序列。
以转录因子 Sp1 为例，能结合于序列 5'-(G/T)GGGCGG(G/A)(G/A)(C/T)-3', 此处(G/T)表示該位置只要是鳥嘌呤（G）或胸腺嘧啶（T）其中一者即可結合。
比如，限制酶 PstI 能识别、结合并切割序列 5'-CTGCAG-3'。